# Josep Vieta i Passet
Josep Vieta Passet (Blanes, 1814 – Blanes, 1890) fou un mestre d'aixa català. Conegut popularment com l'Hereu Veguer o Noi Veguer, en ser el fill gran de Josep Vieta, va tenir una intensa activitat professional durant el període 1839 i 1868, especialitzant-se en la construcció de vaixells de gran tonatge, com per exemple fragates o bricbarques. D'entre les seves construccions, destaquen la bricbarques Carmen (1854), Maria Natividad (1857), Teresa (1864), i les fragates Castilla (1853) i Joaquín Serra (1868).